# Michel Colomès
Michel Colomès, né en 1942 à Troyes (Aube), est un journaliste français de l'audiovisuel, (radio, télévision), et de le presse écrite. Il a fait partie des équipes de Cinq colonnes à la une, de (RTL) et  de l'hebdomadaire Le Point dont il a été directeur de la rédaction.

## Parcours
Né dans une famille de juristes - son père, Robert Colomès, avocat, a été bâtonnier du barreau de Troyes-  Michel Colomès, a fait ses études au Lycée de Troyes, au collège Malgrange à Nancy, à la faculté de droit de Paris et à l'Institut de sciences politiques. Licencié en droit et en sciences économiques, il entre à l'ORTF en 1960., comme journaliste de télévision sur la "Première chaîne". De 1965 à 1969 il y présente le journal télévisé et fait partie très jeune de l'équipe de Cinq colonnes à la une, la prestigieuse émission de télévision de Pierre Lazareff, Pierre Desgraupes, Igor Barrère et Pierre Dumayet (réalisateur) dans les années 1960. L'émission, née en janvier 1959, s'est sabordée en mai 1968 et disparaîtra de l'écran en décembre de la même année.

## Le Point
Poursuivant sa carrière comme chroniqueur à la  radio (RTL), De 1969 à 1972, il présente aussi  l'émission "l'invité du dimanche" sur la deuxième chaîne. Il entre en 1972 au Point lors de la création de cet hebdomadaire. Il en est  d'abord le responsable de la rubrique de politique étrangère, " Monde", dont il deviendra rédacteur en chef. Dans cette fonction, il a pour collaborateurs au fil des années Georges Buis, Eugène Mannoni, Jérôme Marchand, Kosta Christitch, Jacques Bouzerand, Mireille Duteil, Pierre Beylau, Ursula Zentsch, Marie-Claude Decamps, Claude Bonjean...
Michel Colomès est nommé directeur de la rédaction de l'hebdomadaire, après le départ  du Point, en 2000,  de Jean Schmiit, qui avait succédé à  Denis Jeambar, en 1996.
Il quitte ce poste en 2010, à 68 ans. Il y est remplacé par Étienne Gernelle (33 ans), qui  a ravi sa succession au directeur adjoint de la rédaction  Michel Richard. Franz-Olivier Giesbert, étant pour sa part, directeur de la publication. Conseiller spécial du directeur de la publication, Michel Colomès continue d'écrire dans Le Point des éditoriaux de politique étrangère dans sa chronique intitulée " À ouï dire".
Michel Colomès a été membre du jury du Prix Bayeux-Calvados des correspondants de guerre.Il est le directeur de la course de bateaux à voile Lorient-Bermudes-Lorient.

## Éditorial
Lors des soulèvements populaires en Tunisie et en Égypte en 2011, contre l'oppression et pour les libertés, et en pleine révolution égyptienne contre la dictature, il sonne l'alerte contre le risque islamiste, dans un article intitulé "Printemps arabe, le risque est pour demain (site web Le Point, le 6 février 2011)